# Puchar Europy w Lekkoatletyce 1967 – eliminacje mężczyzn (Kopenhaga)
Eliminacje pucharu Europy w lekkoatletyce w 1967 mężczyzn odbyły się 24 i 25 czerwca w Kopenhadze. Były to jedne z trzech zawodów eliminacyjnych. Pozostałe odbyły się w Atenach i Dublinie.
Wystąpiły cztery zespoły, z których zwycięzca awansował do półfinału w Ostrawie.

## Klasyfikacja generalna
| Poz. | Reprezentacja | Punkty |
| ---- | ------------- | ------ |
| 1    | Holandia      | 59     |
| 2    | Dania         | 56     |
| 3    | Austria       | 53     |
| 4    | Turcja        | 31     |

## Wyniki indywidualne
Kolorem oznaczono zawodników reprezentujących zwycięską drużynę.

### Bieg na 100 metrów
| Lp. | Państwo  | Zawodnik             | Wynik |
| --- | -------- | -------------------- | ----- |
| 1.  | Holandia | Wim Blom             | 10,7  |
| 2.  | Austria  | Günther Massing      | 10,9  |
| 3.  | Dania    | Søren Viggo Pedersen | 11,0  |
| 4.  | Turcja   | Ertugrul Ogulbulan   | 12,8  |

### Bieg na 200 metrów
| Lp. | Państwo  | Zawodnik             | Wynik |
| --- | -------- | -------------------- | ----- |
| 1.  | Austria  | Gert Nöster          | 22,1  |
| 2.  | Holandia | Rob Mahieu           | 22,1  |
| 3.  | Dania    | Søren Viggo Pedersen | 22,1  |
| 4.  | Turcja   | Okyay Serefoglu      | 22,7  |

### Bieg na 400 metrów
| Lp. | Państwo  | Zawodnik              | Wynik |
| --- | -------- | --------------------- | ----- |
| 1.  | Holandia | Rijn van den Heuvel   | 47,9  |
| 2.  | Austria  | Eckhard Kolodziejczak | 49,1  |
| 3.  | Dania    | Jørgen Justesen       | 49,6  |
| 4.  | Turcja   | Erol Alaçam           | 49,6  |

### Bieg na 800 metrów
| Lp. | Państwo  | Zawodnik        | Wynik  |
| --- | -------- | --------------- | ------ |
| 1.  | Dania    | Preben Glue     | 1:51,5 |
| 2.  | Holandia | Wijnand Bladt   | 1:51,9 |
| 3.  | Austria  | Siegfried Härle | 1:53,7 |
| 4.  | Turcja   | Ali Erte        | 1:54,5 |

### Bieg na 1500 metrów
| Lp. | Państwo  | Zawodnik          | Wynik  |
| --- | -------- | ----------------- | ------ |
| 1.  | Dania    | Preben Glue       | 3:48,4 |
| 2.  | Holandia | Willem Huizinga   | 3:50,1 |
| 3.  | Turcja   | Muharrem Dalkılıç | 3:50,9 |
| 4.  | Austria  | Manfred Wicher    | 3:54,2 |

### Bieg na 5000 metrów
| Lp. | Państwo  | Zawodnik            | Wynik   |
| --- | -------- | ------------------- | ------- |
| 1.  | Holandia | No op den Oordt     | 14:18,0 |
| 2.  | Turcja   | Muharrem Dalkılıç   | 14:18,2 |
| 3.  | Dania    | Steen Svejdahl      | 14:34,0 |
| 4.  | Austria  | Heinrich Händlhuber | 15:46,2 |

### Bieg na 10 000 metrów
| Lp. | Państwo  | Zawodnik        | Wynik   |
| --- | -------- | --------------- | ------- |
| 1.  | Turcja   | Şükrü Saban     | 29:48,6 |
| 2.  | Holandia | Piet Beelen     | 30:05,4 |
| 3.  | Dania    | Steen Mortensen | 31:10,4 |
| 4.  | Austria  | Heinz Keminger  | 31:31,8 |

### Bieg na 110 metrów przez płotki
| Lp. | Państwo  | Zawodnik        | Wynik |
| --- | -------- | --------------- | ----- |
| 1.  | Holandia | Peter Dellensen | 14,7  |
| 2.  | Austria  | Gert Herunter   | 14,8  |
| 3.  | Dania    | Claus Julius    | 15,3  |
| 4.  | Turcja   | Çetin Şahiner   | 15,5  |

### Bieg na 400 metrów przez płotki
| Lp. | Państwo  | Zawodnik      | Wynik |
| --- | -------- | ------------- | ----- |
| 1.  | Austria  | Helmut Haid   | 52,7  |
| 2.  | Holandia | Marius Bos    | 52,8  |
| 3.  | Dania    | Ivan Hansen   | 53,0  |
| 4.  | Turcja   | Cengiz Akıncı | 58,0  |

### Bieg na 3000 metrów z przeszkodami
| Lp. | Państwo  | Zawodnik            | Wynik  |
| --- | -------- | ------------------- | ------ |
| 1.  | Dania    | Claus Børsen        | 8:52,2 |
| 2.  | Austria  | Manfred Wicher      | 8:56,2 |
| 3.  | Holandia | Wil Willems         | 8:58,0 |
| 4.  | Turcja   | Ömer Lütfi Gültekin | 8:58,2 |

### Sztafeta 4 × 100 metrów
| Lp. | Państwo  | Zawodnicy                                                | Wynik |
| --- | -------- | -------------------------------------------------------- | ----- |
| 1.  | Holandia | Piet Tamminga Ad de Jong Wim Blom Cornelius Mooy         | 40,9  |
| 2.  | Austria  | Günther Massing Gert Herunter Gert Nöster Axel Nepraunik | 41,4  |
| 3.  | Dania    | Søren Viggo Pedersen Søren Høvring Jensen Petersen       | 42,2  |
| 4.  | Turcja   | Okyay Serefoglu Çetinel Soner Çoşan Orhan Aydin          | 42,3  |

### Sztafeta 4 × 400 metrów
| Lp. | Państwo  | Zawodnicy                                                     | Wynik  |
| --- | -------- | ------------------------------------------------------------- | ------ |
| 1.  | Holandia | Sjouke Tel Fred van Herpen Tjerk Vellinga Rijn van den Heuvel | 3:13,8 |
| 2.  | Dania    | Andreas Gydesen L. Hansen Henning Hansen Jørgen Justesen      | 3:16,0 |
| 3.  | Austria  | Helmut Haid Gert Herunter Gert Nöster Eckhard Kolodziejczak   | 3:16,8 |
| 4.  | Turcja   | Cengiz Akıncı Ali Erte Mehmet Gesas Erol Alaçam               | 3:20,8 |

### Skok wzwyż
| Lp. | Państwo  | Zawodnik         | Wynik |
| --- | -------- | ---------------- | ----- |
| 1.  | Dania    | Sven Breum       | 2,05  |
| 2.  | Holandia | Klaas Kanis      | 1,93  |
| 3.  | Austria  | Herbert Janko    | 1,93  |
| 4.  | Turcja   | Ersin İstanbullu | 1,90  |

### Skok o tyczce
| Lp. | Państwo  | Zawodnik      | Wynik |
| --- | -------- | ------------- | ----- |
| 1.  | Dania    | Jørgen Jensen | 4,40  |
| 2.  | Holandia | Servee Wijsen | 4,30  |
| 3.  | Austria  | Peter Zwerger | 4,10  |
| –   | Turcja   | Ömer Giraygil | NM    |

### Skok w dal
| Lp. | Państwo  | Zawodnik      | Wynik |
| --- | -------- | ------------- | ----- |
| 1.  | Dania    | Jens Pedersen | 7,21  |
| 2.  | Turcja   | Aşkın Tuna    | 6,96  |
| 3.  | Austria  | Horst Mandl   | 6,96  |
| 4.  | Holandia | Huub Pappers  | 6,96  |

### Trójskok
| Lp. | Państwo  | Zawodnik           | Wynik |
| --- | -------- | ------------------ | ----- |
| 1.  | Turcja   | Aşkın Tuna         | 15,55 |
| 2.  | Holandia | Henk Evers         | 15,38 |
| 3.  | Dania    | Hans Jørgen Bøtker | 14,96 |
| 4.  | Austria  | Horst Mandl        | 14,69 |

### Pchniecie kulą
| Lp. | Państwo  | Zawodnik          | Wynik |
| --- | -------- | ----------------- | ----- |
| 1.  | Austria  | Hans Pötsch       | 17,27 |
| 2.  | Holandia | Piet van der Kruk | 17,09 |
| 3.  | Dania    | Benny Pedersen    | 14,97 |
| 4.  | Turcja   | Tahsin Albayrak   | 13,64 |

### Rzut dyskiem
| Lp. | Państwo  | Zawodnik     | Wynik |
| --- | -------- | ------------ | ----- |
| 1.  | Austria  | Hans Köppl   | 51,70 |
| 2.  | Dania    | Kaj Andersen | 48,85 |
| 3.  | Holandia | Harry Zitzen | 47,78 |
| 4.  | Turcja   | Ömer Çakır   | 43,68 |

### Rzut młotem
| Lp. | Państwo  | Zawodnik        | Wynik |
| --- | -------- | --------------- | ----- |
| 1.  | Austria  | Klaus Winter    | 61,15 |
| 2.  | Dania    | Orla Bang       | 55,58 |
| 3.  | Turcja   | Atilla Darılmaz | 47,26 |
| 4.  | Holandia | Eef Kamerbeek   | 44,56 |

### Rzut oszczepem
| Lp. | Państwo  | Zawodnik         | Wynik |
| --- | -------- | ---------------- | ----- |
| 1.  | Austria  | Walter Pektor    | 75,08 |
| 2.  | Dania    | Erling Søderberg | 71,13 |
| 3.  | Holandia | Piet Olofsen     | 64,90 |
| 4.  | Turcja   | İzzet Edebali    | 59,55 |